# Apollo-Theater (Berlin)

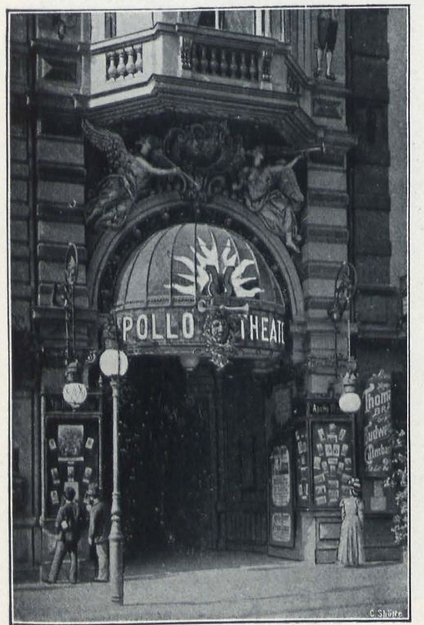
Eingang zum Theater
im Jahr 1900

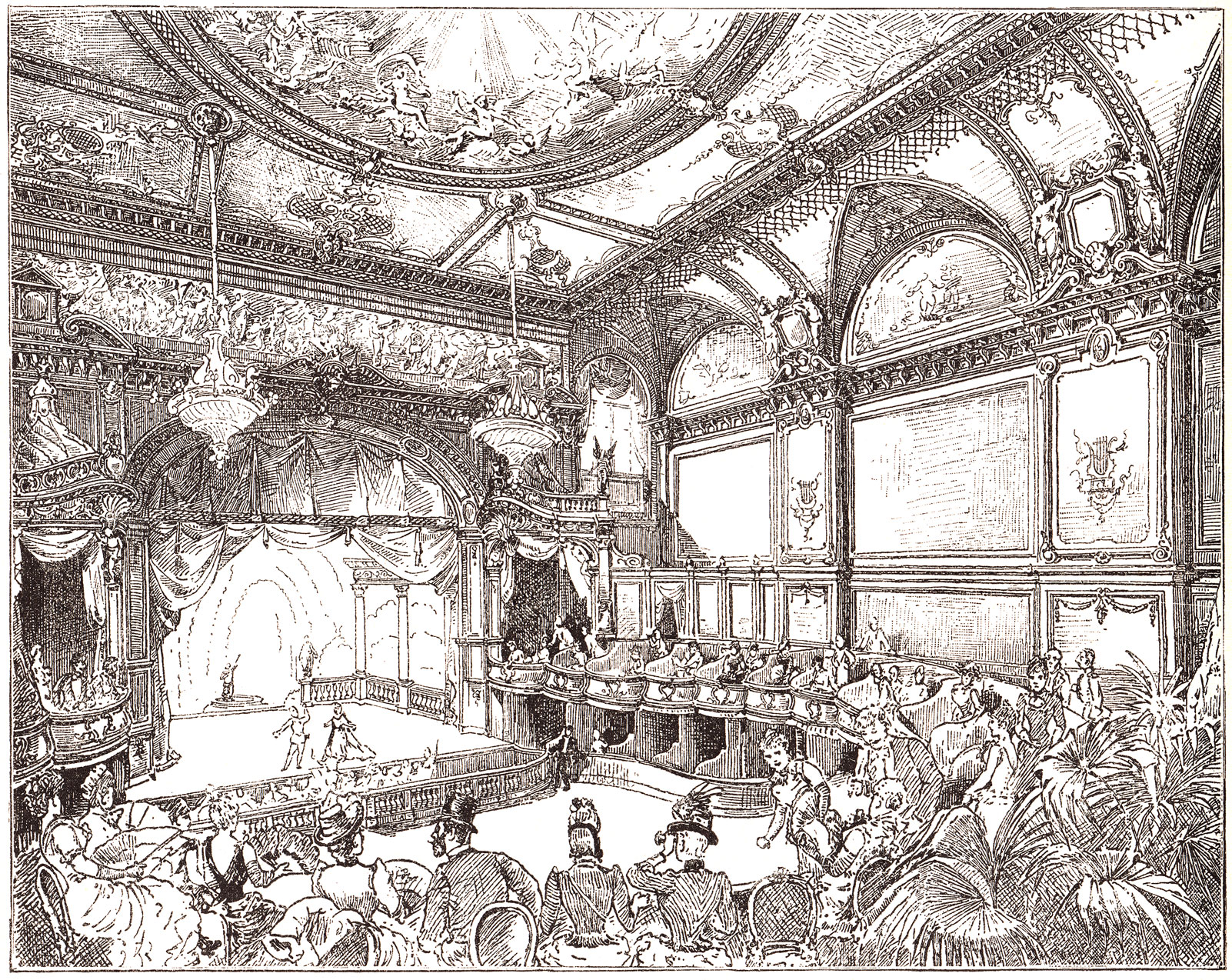
Innenansicht des Concordia-Theaters, 1891

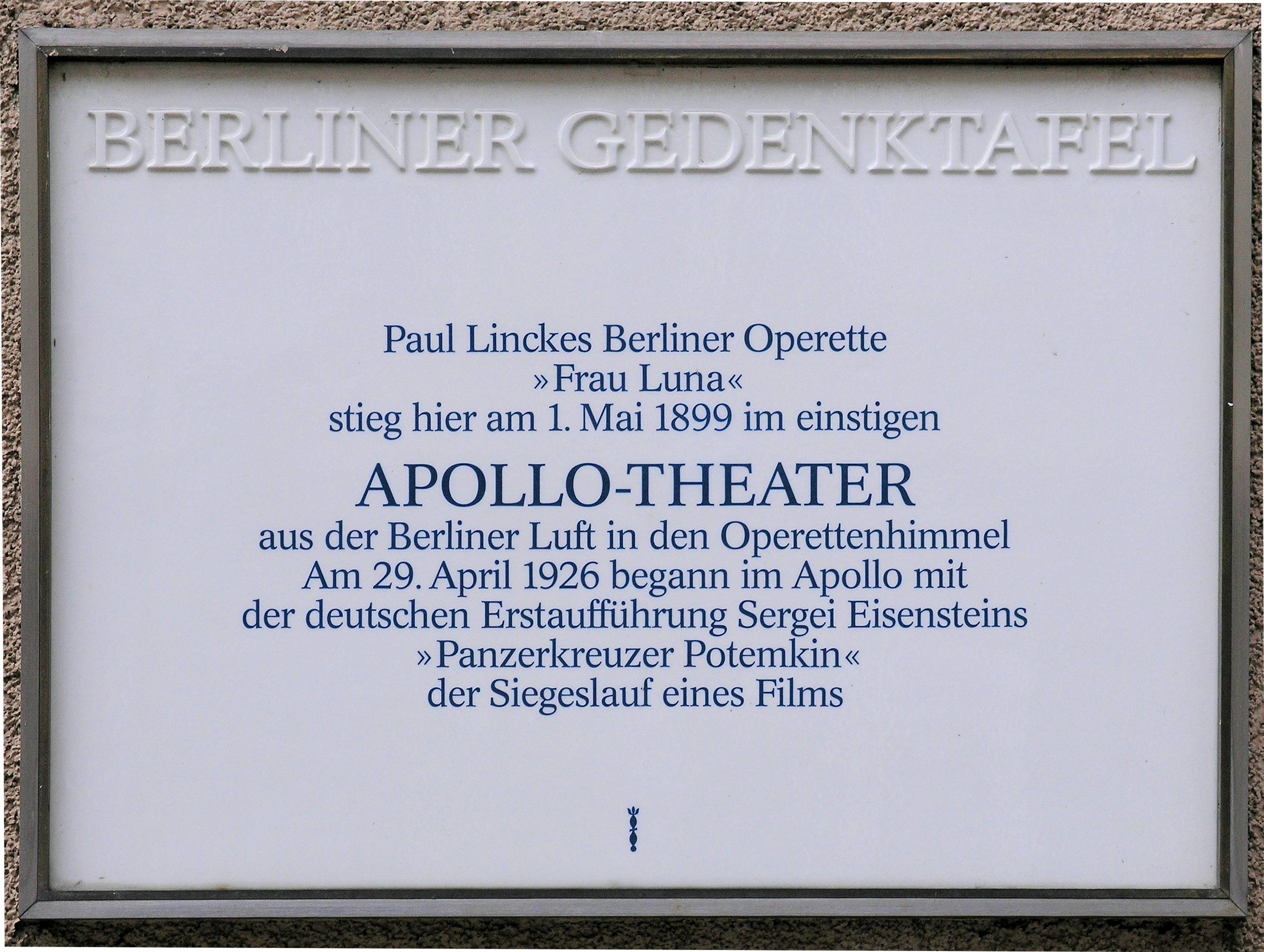
Berliner Gedenktafel in der Friedrichstraße 218, Berlin-Kreuzberg

Das Apollo-Theater war eine Kultureinrichtung, die sich auf leichte Unterhaltung spezialisiert hatte, darunter Konzerte und Operetten. Das Theatergebäude entstand im Jahr 1874 in Berlin-Kreuzberg, in der Friedrichstraße 218.

## Geschichte

### Die Anfänge 1870
Bereits um 1870 wurde an dieser Stelle musikalische Unterhaltung im Sommerkonzertgarten geboten, damit war der Ort dem Berliner Publikum lange vor Eröffnung des Apollo-Theaters als Ort des Vergnügens und der Unterhaltung bekannt. 1874 wurde ein Saalbau errichtet, der einen ganzjährigen Betrieb ermöglichte.

### Verschiedene Namen für die Spielstätte
Im Dezember 1877 diente das Haus, das jetzt Olympia hieß, zur Aufführung von Varietés. Mit diesem Programm konnte sich das Olympia jedoch nur wenige Monate halten. Im Jahr 1878 erhielt die Kultureinrichtung den Namen Berliner Flora und die Betreiber kehrten zum musikalischen Unterhaltungsprogramm zurück. Im Nachschlagebuch für Reisezwecke des Jahres 1884 wirbt der Betreiber A. F. Stein für die Berliner Flora wie folgt:

„Zu erreichen mit der Berliner Pferdebahn. […] Täglich humoristische Soirée der deutschen Quartett- und Concert-Sänger. Ausschank von Moabiter hell und dunkel Lagerbier. Vorzügliche Küche bei civilen Preisen. Prachtvoller Sommergarten. Empfehle meinen 1500 Personen fassenden Saal Gesellschaften und Vereinen zur Abhaltung von Festlichkeiten bei soliden Bedingungen.“

Der neue Direktor Adolf Düssel gestaltete das Haus ab 1884 wieder zum Varieté um und nannte es Concordia. Mit Musik und Akrobatik stieg es danach zu den angesehensten Vergnügungsorten Berlins auf. 1890 baute der Architekt Gustav Ebe das Vergnügungsetablissement zum Theater um, die Leitung übernahm Jacques Glück. Als Apollo-Theater eröffnete es 1892 und konnte anfangs von dem guten Ruf des Concordia profitieren. In Anzeigen hieß es „Specialitäten-Theater I. Ranges. Mit prachtvoll illuminirten Gartenanlagen“.

### Filmvorführungen, Operetten und Konzerte
Ab Dezember 1896 führte Oskar Messter mit dem Messterschen Kinetographen vor Publikum erste Filme auf. Die Filmvorführungen fanden in den nächsten zehn Jahren hier regelmäßig statt. Im Jahr 1903 stellte Oskar Messter im Apollo-Theater erstmals seinen Filmprojektor Kosmograph in Verbindung mit einem Grammophon öffentlich vor.
1893 trat Paul Lincke eine Stelle, zunächst auf Probe, als Kapellmeister an. Er hatte die wechselnden Varieté-Programme mit dem Hausorchester zu begleiten und konnte dabei seine musikalischen Phantasien ausleben. Davon machte er offensichtlich auch regen Gebrauch, denn sein mitreißender musikalischer Schwung und sein Einfühlungsvermögen in die artistischen Darbietungen brachten ihm bald die Berufung zum Ersten Kapellmeister ein.
Am 1. Mai 1899 feierte Paul Linckes Operette Frau Luna im Apollo-Theater Premiere. Auch Otto Reutter trug hier seine Couplets vor. In Veröffentlichungen aus den Jahren 1898 und 1900 sind einige Schauspielerinnen und Schauspieler an diesem Theater zu sehen. Verkehrte Welt oder Frau Luna, Lysistrata und Don Juan in der Hölle seien als Beispiele für die jeweils mehrere hundert Male zur Darstellung gebrachten Stücke genannt.
Paul Lincke führte auf dieser Bühne u. a. auf:
- Venus auf Erden (Regisseur Alfred Schmasov), parodistische Operette in einem Akt (6. Juni 1897 Berlin)
- Frau Luna (Regisseur Heinrich Bolten-Baeckers), burlesk-phantastische Ausstattungsoperette in einem Akt (31. Dez. 1899 Berlin); mehrere Umarbeitungen; Fassung in zwei Akten mit zusätzlichen Nummern aus Berliner Luft (1922 Berlin)
- Im Reiche des Indra (Regisseure Alfred Schmasov und Leopold Ely), komische Operette in einem Akt (18. Dez. 1899)[10]; Neufassung (Hans Brennecke) in zwei Akten (1926 Berlin)
- Fräulein Loreley (Heinrich Bolten-Baeckers), Operette in einem Akt (15. Okt. 1900)
- Lysistrata (Regisseure Heinrich Bolten-Baeckers und Max Neumann), phantastische Operetten-Burleske in einem Akt (1. April 1902)
- Nakiris Hochzeit oder Der Stern von Siam (Heinrich Bolten-Baeckers), Ausstattungsoperette in zwei Akten (6. Nov. 1902 Berlin, Apollo Theater)
- Prinzeß Rosine (Heinrich Bolten-Baeckers), Operette in zwei Akten (18. Nov. 1905)

Auch Pantomimen standen auf dem Programm wie Ein Abend in einem amerikanischen Tingeltangel.
Die Anzahl der Sitzplätze in den verschiedenen Kategorien betrug im Jahr 1905 1350 Personen.

### Film-Nachfolgeeinrichtungen
Im Jahr 1913 erfolgte die Umstellung auf reinen Kinobetrieb, was mittels des Zusatzes Cines-Apollo im Namen der Einrichtung zum Ausdruck gekommen sein soll. Das Berliner Adressbuch des Jahres 1915 weist jedoch unter der Adresse Friedrichstraße 218 noch immer das Apollo-Theater sowie die Einrichtungen Apollo-Casino, Theater-Restaurant und Eclipse Kinematograph u. Films-Fabrik Inh. G. Rogers auf. Als Eigentümer des auch zu Wohnzwecken genutzten Hauses wird der Baumeister M. Ziegra genannt.
Im Jahr 1920 findet sich mit der gleichen Adresse die Apollo-Theater-Betriebsgesellschaft ohne weitere Ableger, Eigentümer der Immobilie ist nun die Neue-Boden-Aktiengesellschaft.  In den folgenden Jahren hatte das Haus immer wieder neue Besitzer, ab 1930 erscheint keine Theater-Gesellschaft mehr. Dafür finden sich gleich sechs verschiedene Filmfirmen: Cirepy-Film GmbH, Ines Internationale Filmgesellschaft, Ka-We-Film, Phöbus-Film AG, Star-Film GmbH und Zeit-Film GmbH. In diesen kleinen Kinos hatten viele gewagte und politisch umstrittene Filme ihre Uraufführung, zum Beispiel 1926 Panzerkreuzer Potemkin.

### Das Ende
1930 wurde der Kinobetrieb eingestellt und das Theater soll wieder als reine Sprechbühne genutzt worden sein. Doch weder auf Westermanns Plan von Berlin von 1932 noch im Adressbuch des gleichen Jahres ist ein solches Theater eingetragen.
Auch in den folgenden Jahren findet sich unter der Adresse Friedrichstraße 218 kein Theater, aber beispielsweise gibt es 1935 noch immer Filmverleih-, Vertriebs- und ‑Export-Gesellschaften. Schließlich sind 1943 hier nur noch das Bankhaus von Heinz, Tecklenburg & Co., eine Hausverwaltung, ein Hauswart und drei Mieter ansässig.
Die Luftangriffe und Kämpfe gegen Ende des Zweiten Weltkriegs zerstörten das Gebäude, das nach dem Krieg enttrümmert wurde. Beim Neuaufbau des Berliner Stadtzentrums entstand an dieser Stelle ein Wohnhaus.
Ende des 20. Jahrhunderts ließ der Berliner Senat eine entsprechende Gedenktafel am früheren Standort anbringen.

## Direktoren und Intendanten (Auswahl)
- Adolph Düssel (1880–1890)
- J. Glück (1890–)
- James Klein (1920er Jahre)